# Spitzschwanz-Schlangenstachelrücken
Der Spitzschwanz-Schlangenstachelrücken (Lumpenus lampretaeformis) ist ein schlanker Meeresfisch aus kalten Regionen des Nordatlantik. Sein Verbreitungsgebiet reicht von Spitzbergen und der Barentssee südlich entlang der Küste Skandinaviens und der Nordseeküsten. Außerdem gibt es ihn an der Südküste Grönlands, bei Island, rund um die Färöer und an den Küsten der Shetlandinseln und Schottlands. Eine isolierte Population in der Ostsee erreichte ihren Lebensraum wahrscheinlich am Ende der Eiszeit während eines ersten Salzwassereinstroms (Yoldiameer). Die Unterart Lumpenus lumpretaeformis serpentinus kommt im nordwestlichen Atlantik von Labrador und Neufundland bis Massachusetts vor.

## Merkmale
Der Spitzschwanz-Schlangenstachelrücken hat einen aalartigen, langgestreckten Körper, der maximal 50 cm lang wird. Ab einer Länge von 20 cm und einem Alter von zwei Jahren sind die Fische geschlechtsreif. Die Schwanzflosse ist schmal und spitz, was zur deutschsprachigen Benennung des Fisches beigetragen hat. Die Rückenflosse erstreckt sich fast über die gesamte Körperlänge, die Afterflosse über 2/3 der Körperlänge. Die Fische sind von gelblichbrauner Grundfarbe. Der Körper ist mit zahlreichen, unregelmäßigen braunen Flecken gemustert.

## Lebensweise
Spitzschwanz-Schlangenstachelrücken leben in Y-förmigen Röhren im schlammigen Meeresboden in Tiefen zwischen 30 und 370 Metern, meist zwischen 40 und 100 Metern. Sie ernähren sich von kleinen Krebstieren, Weichtieren, Schlangensternen und Würmern. Sie laichen wahrscheinlich auch in ihren Röhren. Die Weibchen legen etwa 1000 Eier, die von den Eltern bewacht werden. Die schlüpfenden Larven sind pelagisch. Laichzeit ist von Dezember bis Januar.